# Eaton Hastings
Eaton Hastings – wieś i civil parish w Anglii, w Oxfordshire, w dystrykcie Vale of White Horse. W 2001 roku civil parish liczyła 81 mieszkańców. Eaton Hastings jest wspomniana w Domesday Book (1086) jako Etone.